# 日本コークス工業
日本コークス工業株式会社（にほんコークスこうぎょう、英: NIPPON COKE & ENGINEERING COMPANY,LIMITED）は、東京都江東区豊洲に本社を置く、海外炭の輸入を中心としたエネルギー事業、粉粒体機器をメインとする化工機事業を主力とする会社。2009年4月1日に、三井鉱山株式会社から社名を変更した。
かつては三井三池炭鉱など、国内外に多数の炭鉱を持つ鉱山会社であった。戦前は三井物産、三井銀行（現三井住友銀行）と並ぶ旧三井財閥（現三井グループ）の御三家企業のひとつであった。三井鉱山の資源事業は、戦前の日本経済発展の一翼を担った。業績の縮小などにより現在は三井グループを離脱。

## 歴史

### 戦前
1872年、当時の三井組が神岡鉱山の鉱山主たちに融資を行ったところ、2年後に破産して鉱山の経営権が移った。その後、1886年（明治19年）にその効率的な経営のために神岡の全鉱山を買収、続いて1889年（明治22年）に系列の三井物産が三池炭鉱の払い下げを受けた。このため、同年三井財閥所有の鉱山・炭鉱を一括して経営するために三井鉱山会社を創設し、1892年（明治25年）に合資会社、1893年（明治26年）に合名会社へと改組した。1909年（明治42年）に三井合名会社と合併したものの、1911年（明治44年）に再度分離して三井鉱山株式会社（旧）となった。
1924年（大正13年）3月には田中長兵衛との間で事業譲渡の合意が成立。田中鉱山が持つ岩手県釜石の製鉄所と鉱山の経営を引き継ぎ、牧田環を会長として釜石鉱山株式会社を設立した。
戦前は三井財閥の中核企業として日本国内のみならず国外にも多数の炭鉱、各種鉱山を有していたが、戦後の財閥解体により1950年（昭和25年）には金属部門が神岡鉱業（現在の三井金属鉱業）として分離し、日本国内の炭鉱事業に専念することになった。

### 戦後
1950年には、高額の退職金（30年勤続で100万円）を条件に希望退職者を募り三池、田川、山野の三山で8987人の人員整理を行った。
続いて1953年8月に約6700人の人員整理案を発表したが、労働組合側が総評、炭労の支援を受けて三池、砂川、美唄、芦別の四山で反対闘争を展開。同年11月、人員整理案を撤回するに至った。
50年代後半からは、石炭から石油・天然ガスへのエネルギー革命を受け、コークス・機械事業などへ進出、経営の多角化を図り、1973年（昭和48年）には石炭採掘部門を全額出資の子会社三井石炭鉱業（2006年〈平成18年〉清算）として分離した。しかし、この間に総資本対総労働と称される三池争議などが発生して労使関係に苦しみ、意図した事業構造転換に出遅れ経営体質を改善することができなかった。

### 鉱山分離後
1969年（昭和44年）の企業組織再編後も、関連会社の三井石炭鉱業の経営危機（1997年（平成9年）三井三池鉱閉山）や本業不振が続いた。ファインセラミックスや極細炭素繊維など新規事業への多角化を目論んだものの財務体質・技術力の限界からいずれも成功はしなかった。
また、昭和末期には同社が旧三井セメント（当時子会社）との合併等に関する問題では、当時反対していた個人株主の戸栗亨が大量に株を購入していた事があり（買い占め）、同社が自社株としての買い取りを経て子会社に株を引き取らせていた。このことが問題になり、公正取引委員会（公取委）は同社と株を買い取った子会社に制裁金を課した。
2003年（平成15年）3月期、子会社の三井石炭鉱業が保有する土地の評価見直しで債務超過に陥る。同年秋には産業再生機構の管理下に置かれ、2006年（平成18年）まで事実上の国有化状態に置かれた。この間経営陣の刷新、財務体質の強化、遊休資産の売却等を進め、構造転換を図った。主力のコークス事業においては、北九州事業所の休止コークス炉を再稼動させ新日本製鐵との間に長期供給契約を締結し安定供給を実現、また新素材事業では、ナノアルミナのパイロットプラントが竣工、更に東レなどとともに再生炭素繊維事業を立ち上げ、本業派生事業の拡大に注力している。更に経営資源を集中化するため、07年度をもっての石油卸売事業からの撤退も表明した。
2013年(平成25年)、三川坑爆発事故発生50年の追悼式を大牟田市が実施することになったが、日本コークス工業は「犠牲者を追悼する式典として弔意を表したいが、当社が謝罪する場とは考えていない」としている。

## 同社より派生したおもな企業
- KMアルミニウム - 西日本シティ銀行の融資系列、母体の旧三井アルミニウムが旧鉱山系
- 三井三池製作所 - 三井造船ら三井系各社と共同出資
- 東芝/芝浦メカトロニクス - ともに前身の旧芝浦製作所が旧鉱山系
- 三井化学 - 旧三井化学、旧東洋高圧工業が旧鉱山系
- 三井金属鉱業 - 旧神岡鉱山ら非鉄関連事業を神岡鉱業（現三井金属鉱業）として分離。
- 三井石油開発 - 三井グループ17社で設立。同社の主要事業の一つであるタイ沖ガス事業は、旧三井鉱山が現物出資した鉱区権益が元となっている。
- グリーンランドリゾートグループ - 旧三井グリーンランド。旧三井鉱山主導で旧三井東圧化学・三井金属・電気化学工業（現在のデンカ）・西部ガスグループ・九電グループなど、三井グループ関係や地元財界の協力を得て設立されたテーマパーク（遊園地）。のち旧三井鉱山の経営危機でノンコア事業の再編が必要になったことから、2005年度中に西部ガス（西部瓦斯）とその不動産関連子会社に大半を売却、三井グループとの関連性が薄まったこともあり社名表記と施設名から“三井”の名前を消すことにした。ちなみに旧鉱山側から代わって支配株主となった西部ガスの出資比率は議決権ベースで2割強となっている。
- 太平洋興発

## 格付け
格付投資情報センターより、格付けを「BBB」とすることを2016年9月26日に公表された
。